# Grötlingbo socken
Grötlingbo socken ingick i Gotlands södra härad, ingår sedan 1971 i Gotlands kommun och motsvarar från 2016 Grötlingbo distrikt.
Socknens areal är 34,66 kvadratkilometer varav 34,59 land. År 2020 fanns här 202 invånare. Sockenkyrkan Grötlingbo kyrka ligger i socknen.

## Administrativ historik
Grötlingbo socken har medeltida ursprung. Socknen tillhörde Grötlinge ting som i sin tur ingick i Hoburgs setting i Sudertredingen.
Vid kommunreformen 1862 övergick socknens ansvar för de kyrkliga frågorna till Grötlingbo församling och för de borgerliga frågorna bildades Grötlingbo landskommun. Landskommunen inkorporerades 1952 i Havdhems landskommun och ingår sedan 1971 i Gotlands kommun. Församlingen uppgick 2010 i Havdhems församling.
1 januari 2016 inrättades distriktet Grötlingbo, med samma omfattning som församlingen hade 1999/2000.  
Socknen har tillhört samma fögderier och domsagor som Gotlands södra härad. De indelta båtsmännen tillhörde Gotlands andra båtsmanskompani.

## Namnet
Namnet (1300-talet Grotlingabo) innehåller efterleden bo, 'bygd'. Förleden har två alternativa tolkningar, en är en sammansättning av graut, 'stenig mark' och inge en inbyggarbeteckning. Den andra tolkningen är att det är fråga om en ortnamn Grautling sammansatt av graut och ling, 'ljung', 'ris'.

## Geografi
Grötlingbo socken ligger vid sydöstra kusten av Gotland. Socknen är ett delvis skogbeväxt slättland.

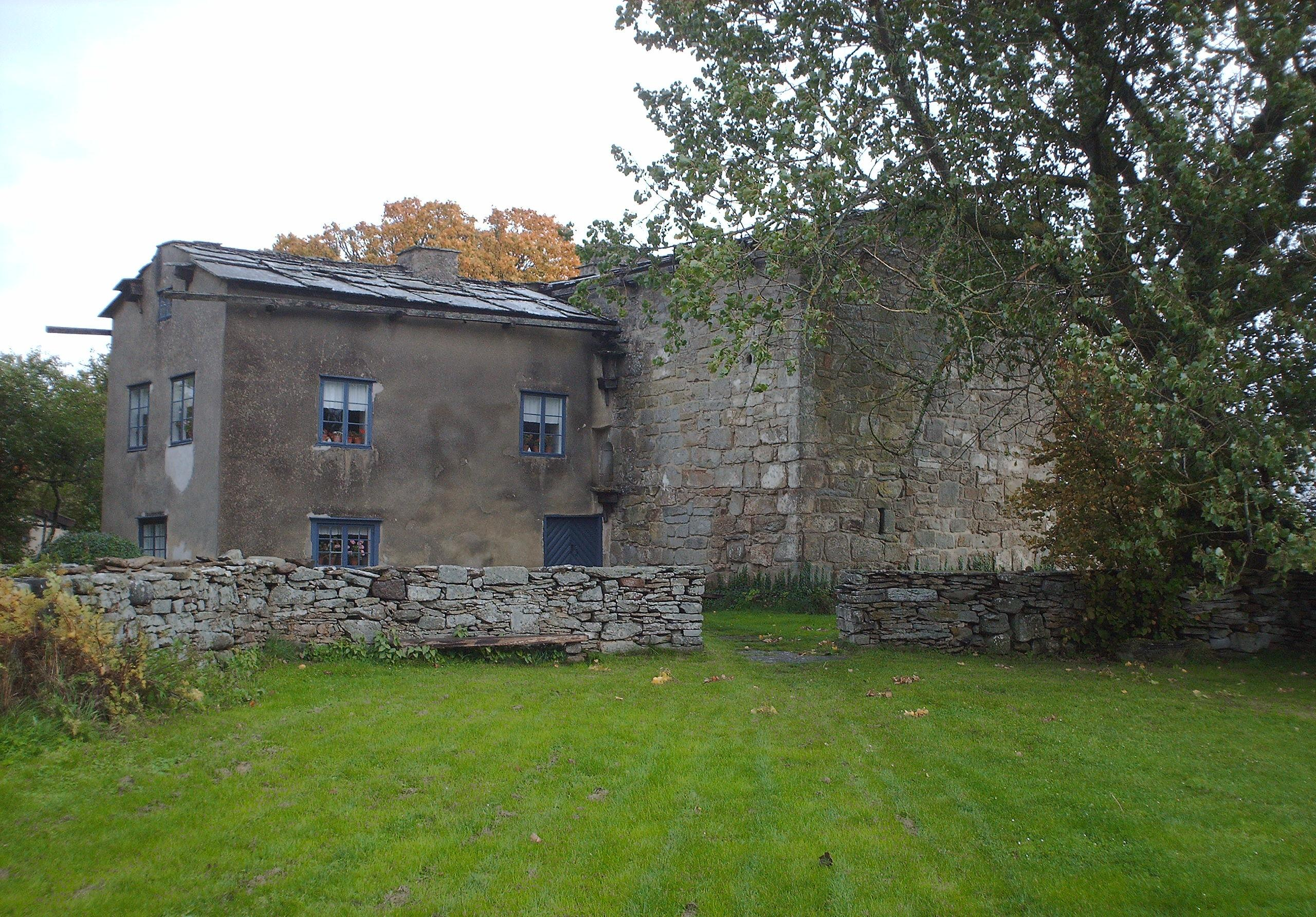
Kattlunds gård

På Kattlunds domargård residerade under många generationer domare i Eke ting. Gården ägs av Gotlands fornvänner och här hålls särskilt sommartid många aktiviteter: folklustspel, medeltida marknad, tornerspel, midsommarfirande, hantverksdag och julmarknad.

### Gårdsnamn
Botvide, Brunns, Bälshage, Bölske, Dals, Domerarve, Frigsarve, Gansarve, Hallinge, Kattlunds, Kauparve, Linge, Lunde, Lunds, Mattisetomt, Mårtens, Norrkvie, Nymans, Prästgården, Roes, Ronnings, Rovalds, Rums, Sallmunds, Sandes, Sigsarve, Skradarve, Sles, Smiss, Stenstugu, Suderkvie, Uddvide, Viges.

### Andra ortnamn
Barshaldar, Rojrhage, Skoltomten, Viklunde.

## Fornlämningar
Från bronsåldern finns stora gravrösen och skeppssättningar. Från järnåldern finns gravfält, känd är Barshalder med över 1 000 gravar, husgrunder, stensträngar och många sliprännestenar. Två runristningar och sex vikingatida silverskatter har påträffats.
Vid Kattlunds gård finns ruinerna efter en medeltida kastal.

### Vikingatida depåfynd
En mängd skattfynd har gjorts i denna socken i Gotland, alla mer eller mindre stora. De minsta skatterna innehåller enbart en handfull silvermynt och kanske någon liten silverbit, medan de största innehåller många hundra, ja rentav tusen silvermynt och mängder av bitsilver, devillsäga silversmycken och bitar av silver som klippts sönder för att lättare kunna bäras, använda som betalningsmedel efter vikt. Bitsilver kan bland annat bestå av halsringar eller armringar som klippts sönder, eller en liten bronsplåt som delats på mitten, och är ganska vanliga fynd; ett par sådana fynd, kallade bitsilverdepåer, har hittats nästan högst upp i Norrland, och ett flertal är kända från nedersta Skåne. 
- Norrkvie 40 österländska silvermynt, enligt uppgift 33 stycken arabiska och 7 persiska, präglade under första hälften av 900-talet. Hittade vid jordbruksarbete på denna plats år 1927, inlösta för 3 rdr 8 sk. 3/4 rst. specie ett år senare.

- Norrkvie 2 169 österländska och västerländska silvermynt samt en del bitsilver; bit av ett runt spänne med filigranornering, två delar av ett silverkärl, två ornerade beslag, en doppsko. Myntens antal består av 121 stycken hela och sönderbrutna kufiska (devillsäga arabiska) mynt, elva bysantinska mynt präglade för Constantinus X Porfyrag Johannes Zinisches Basilius II och Constantinus XI, sexton anglosaxiska mynt samt 21 tyska. Mynten hittade vid en gångstig på en åkerren under en törnbuske under ett litet lager med jord och mossa, den 22 april 1834. Inlösta samma år för 16 rdr sp.

- Kattlunds Omkring 1550 österländska och västerländska silvermynt, bland annat anglosaxiska, irländska, danska, tyska, förfalskningar av anglosaxiska, kufiska m.m., samt ett större antal bitsilver, däribland åtta barrar, doppsko, två götar, sex fragment av flätade och vridna arm/halsringar, 43 små sönderklippta plåtar och tenar, två filigranpärlor, 32 bitar av olika spännen och smycken, 10 tenar m.m. Hittade av Lars Larsson vid grävning i en vid gården befintlig åker.  Vid arkeologiska efterundersökningar har en del bitsilver, mynt osv. hittats på åkern, och den är troligen inte tömd på silver.

- Rums 570 arabiska silvermynt, därav 200 sönderspruckna; ormnajader, abbasider, Tahirider, saffarider, samanider, volgabulgarer, buhwejhider, hamdanider m.m. Hittad av bonden Zacharias Ömans barn Olof, Niklas, Dorothea och Christina i en om somrarna uttorkad vattenvät invid gården i en hage mellan Rums och Angantyrs hög. Vid två metalldetektorundersökningar hittades ingenting, och skatten blev helt tillvaratagen.

- Kattlunds, Hemåker 7 västerländska mynt, därav sex fragment, varav alla utom två tyska är anglosaxiska, samt fragment av en treflätad armring, c:a 8 tum lång av svartnad silver med avhuggna ändar. Hittad av bonden Mathias Carlsson under plöjning i en åker kallad Hemåker. Metalldetektorundersökning gav fynd som antagligen kommer från en boplats.
- Bölske Åtta västerländska mynt, två anglosaxiska och resten tyska, samt en tunn hopvikt bit av silverbleck, full med knivhugg. Hittad av gossen Lars Niklas Uddén vid potatisupptagning i en åker.

- Bölske 2 393 österländska och västerländska silvermynt samt några bitar av bitsilver; tretton plåtar, två små ringar, fem bitar av filigransmycken, ett filigranspänne samt söljetorne.Ettb mynt svenskt! Hittad av sockenskomakaren A.P. Bergström under potatisplockning.

- Bölske 27 mynt, därav 11 västerländska och resten österländska, samt två mycket små ringar av koppartråd, två tvärräfflade kantbitar till runt spänne, en fyrkantig bit av uthamrad silver. Hittade på en åker.

- Kauparve Fyra fragment av silvertenar, några små fragmenter, 36 små kopparringar, ett ornerat bokbandsknäppe av koppar m.m., men inga mynt.

## Befolkningsutveckling
| Befolkningsutvecklingen i Grötlingbo socken 1780–2020 | Befolkningsutvecklingen i Grötlingbo socken 1780–2020 | Befolkningsutvecklingen i Grötlingbo socken 1780–2020 | Befolkningsutvecklingen i Grötlingbo socken 1780–2020 | Befolkningsutvecklingen i Grötlingbo socken 1780–2020 |
| --- | ----------------------------------------------------- | ----------------------------------------------------- | ----------------------------------------------------- | ----------------------------------------------------- |
| |                                                       |                                                       |                                                       |                                                       |
| År |                                                       |                                                       | Folkmängd                                             |                                                       |
| 1780 | 1780                                                  |                                                       | 439                                                   |                                                       |
| 1790 | 1790                                                  |                                                       | 411                                                   |                                                       |
| 1800 | 1800                                                  |                                                       | 380                                                   |                                                       |
| 1810 | 1810                                                  |                                                       | 436                                                   |                                                       |
| 1820 | 1820                                                  |                                                       | 556                                                   |                                                       |
| 1830 | 1830                                                  |                                                       | 622                                                   |                                                       |
| 1840 | 1840                                                  |                                                       | 662                                                   |                                                       |
| 1850 | 1850                                                  |                                                       | 699                                                   |                                                       |
| 1860 | 1860                                                  |                                                       | 706                                                   |                                                       |
| 1870 | 1870                                                  |                                                       | 735                                                   |                                                       |
| 1880 | 1880                                                  |                                                       | 681                                                   |                                                       |
| 1890 | 1890                                                  |                                                       | 633                                                   |                                                       |
| 1900 | 1900                                                  |                                                       | 609                                                   |                                                       |
| 1910 | 1910                                                  |                                                       | 627                                                   |                                                       |
| 1920 | 1920                                                  |                                                       | 598                                                   |                                                       |
| 1930 | 1930                                                  |                                                       | 590                                                   |                                                       |
| 1940 | 1940                                                  |                                                       | 560                                                   |                                                       |
| 1950 | 1950                                                  |                                                       | 526                                                   |                                                       |
| 1960 | 1960                                                  |                                                       | 441                                                   |                                                       |
| 1970 | 1970                                                  |                                                       | 380                                                   |                                                       |
| 1980 | 1980                                                  |                                                       | 299                                                   |                                                       |
| 1990 | 1990                                                  |                                                       | 233                                                   |                                                       |
| 2000 | 2000                                                  |                                                       | 241                                                   |                                                       |
| 2010 | 2010                                                  |                                                       | 234                                                   |                                                       |
| 2020 | 2020                                                  |                                                       | 202                                                   |                                                       |
| Anm: Källor: Umeå universitet - Tabellverket 1749-1859, Demografiska databasen, CEDAR, Umeå universitet, Befolkningsutvecklingen i Gotlands socknar 2000 - 2010, Folkmängden per distrikt, landskap, landsdel eller riket efter kön. År 2015 - 2022. |                                                       |                                                       |                                                       |                                                       |

### Fotnoter
1. 1 2  Svensk Uppslagsbok andra upplagan 1947–1955: Grötlingbo socken
2. ↑  ”Folkmängden per distrikt, landskap, landsdel eller riket efter kön. År 2015 - 2022”. Statistikdatabasen. Statistiska centralbyrån. http://www.statistikdatabasen.scb.se/pxweb/sv/ssd/START__BE__BE0101__BE0101A/FolkmangdDistrikt/. Läst 23 april 2023.
3. ↑  Harlén, Hans; Harlén Eivy (2003). Sverige från A till Ö: geografisk-historisk uppslagsbok. Stockholm: Kommentus. Libris 9337075. ISBN 91-7345-139-8
4. ↑  ”Församlingar”. Statistiska centralbyrån. https://www.scb.se/hitta-statistik/regional-statistik-och-kartor/regionala-indelningar/forsamlingar/. Läst 30 december 2022.
5. ↑  Administrativ historik för Grötlingbo socken (Klicka på församlingsposten). Källa: Nationella arkivdatabasen, Riksarkivet.
6. ↑  Om Gotlands båtsmanskompani
7. ↑  Mats Wahlberg, red (2003). Svenskt ortnamnslexikon. Uppsala: Institutet för språk och folkminnen. Libris 8998039. ISBN 91-7229-020-X. https://isof.diva-portal.org/smash/get/diva2:1175717/FULLTEXT02.pdf
8. 1 2 3  Nationalencyklopedin
9. 1 2  Sjögren, Otto (1931). Sverige geografisk beskrivning del 2 Östergötlands, Jönköpings, Kronobergs, Kalmar och Gotlands län. Stockholm: Wahlström & Widstrand. Libris 9939
10. ↑  Förteckning över slipskåror
11. ↑  Fornlämningar, Statens historiska museum: Grötlingbo socken
12. ↑  Fornminnesregistret, Riksantikvarieämbetet: Grötlingbo socken Fornminnen i socknen erhålls på kartan genom att skriva in sockennamn (utan "socken") i "Ange geografiskt område"